# La guerra no tiene rostro de mujer
La guerra no tiene rostro de mujer es un libro de ensayo de la escritora bielorrusa Svetlana Alexiévich, Premio Nobel de Literatura 2015. Se trata de una obra donde se revelan las historias no contadas de las mujeres soviéticas que combatieron en la Segunda Guerra Mundial.  

## Resumen del libro
La guerra no tiene rostro de mujer recoge el testimonio de centenares de mujeres soviéticas que lucharon en las filas del Ejército Rojo durante la Segunda Guerra Mundial —una época caracterizada por el dominio de héroes masculinos, en la que cerca de un millón de mujeres participaron en el frente, la mayoría en primera línea—.En el libro quedan plasmados los recuerdos de muchas de estas luchadoras que fueron francotiradoras, condujeron tanques o trabajaron en hospitales de campaña. Sus narraciones no son sobre el campo de batalla o los combates épicos, lo que cuentan es la historia de hombres y mujeres en guerra. Las protagonistas, la mayoría por primera vez en su vida, hablan de la parte no heroica de la guerra desde su experiencia o punto de vista, a menudo distante del relato de los veteranos de guerra. Sus historias son diferentes y recuerdan otras cosas. Hablan de la suciedad y del frío, del hambre y de la violencia sexual o del miedo a morir, y de como los derechos humanos básicos a menudo no son respetados durante los conflictos armados.

## Técnica narrativa
El libro está compuesto por una serie de entrevistas realizadas a mujeres que participaron en la guerra y forman parte de las historias que se recogen en la obra. A partir del análisis de estos testimonios, en una combinación de técnicas de trabajo periodístico, literario e historiográfico, la autora crea y da lugar a un conjunto de voces plurales de las verdaderas protagonistas de la historia.Y cuenta con el género literario propio  de la autora: la «novela de voces», una fórmula por la que da voz a la gente común, analiza de forma profunda y crítica elementos a menudo olvidados en los libros de historia.  

## La autora
Svetlana Alexiévich, Premio Nobel de Literatura 2015, es una referencia internacional para comprender la historia de la antigua Unión Soviética y de los actuales estados que formaron parte de ella a partir de la Segunda Guerra Mundial. Considera una de las máximas exponentes de la literatura testimonial o documental  está especializada en grandes reportajes y libros de ensayo dedicados a la investigación.Entre sus títulos, traducidos a más de treinta lenguas, destacan La guerra no tiene rostro de mujer (1985), Los muchachos de zinc (1989) y Voces de Chernobil (1997).

## Censura
La guerra no tiene rostro de mujer, al igual que otras obras de Alexiévich, fue censurada en la Unión Soviética hasta la llegada de Gorbachov al poder y la Perestroika.Cuando se publicó el libro en 1985, los censores llegaron a la conclusión de que, después de su lectura, nadie querría ir a la guerra. En ese momento, la URSS estaba envuelta en el conflicto de Afganistán.En 2002 la autora pudo reescribir la obra para introducir los fragmentos tachados por la censura y el material que no se había atrevido a usar en la primera versión. En otoño de 2020, después de las elecciones y la posterior deriva represiva del régimen de Lukashenko, Alexiévich tuvo que exiliarse a Berlín.